# Osebold-Remondini-Syndrom
Das Osebold-Remondini-Syndrom ist eine sehr seltene angeborene Skelettdysplasie mit mesomelem Minderwuchs und einer Kombination von Brachymesophalangie und Anomalien der Handwurzel- und Fußwurzelknochen und wird als Typ A6 zu den Brachydaktylien gezählt.
Die Namensbezeichnung bezieht sich auf die Erstautoren der Erstbeschreibung aus dem Jahre 1985 durch die US-amerikanischen Ärzte William R. Osebold, David J. Remondini und Mitarbeiter.

## Verbreitung
Die Häufigkeit wird mit unter 1 zu 1.000.000 angegeben, bislang wurde über eine Familie mit 7 Betroffenen berichtet. Die Vererbung erfolgt autosomal-dominant.

## Klinische Erscheinungen
Klinische Kriterien sind:
- bereits bei Geburt verkürzte Unterarme und Unterschenkel
- Kleinwuchs, Erwachsenengröße um 160 cm
- Verkürzung von Radius und Ulna, Radialabweichung der Hände, Synostosen der Handwurzelknochen, Brachydaktylie mit hypo-/aplastischen Mittelphalangen
- desgleichen an Unterschenkel und Fuß, zweigeteiltes Sprungbein (Talusspalte)
- normale geistige Entwicklung

## Differentialdiagnose
Abzugrenzen ist das Nievergelt-Syndrom.